# Spław

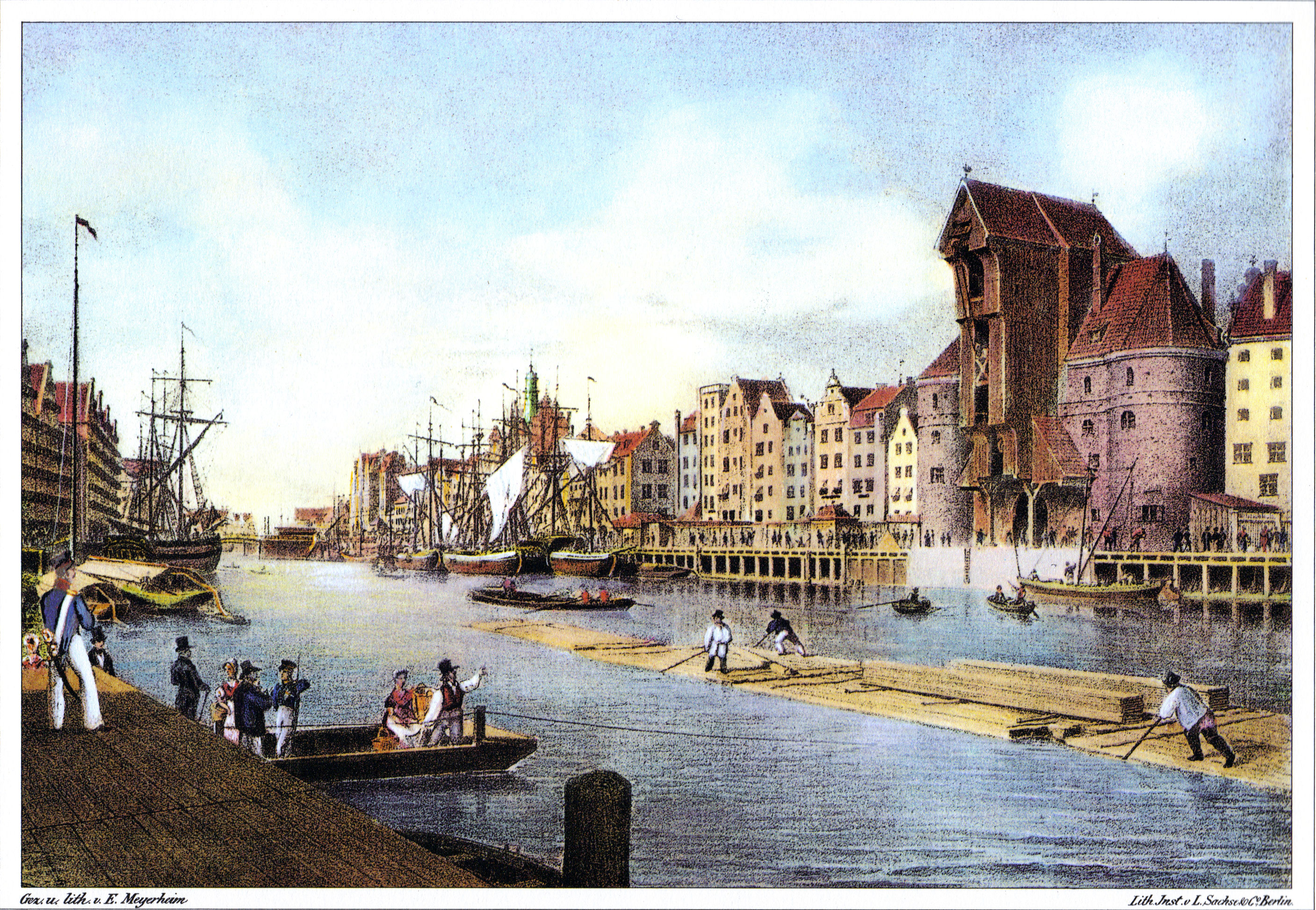
Spław w XIX wieku

Spław – przewóz towarów drogą wodną z prądem rzeki.
W Rzeczypospolitej w XVI w. ze spławu żyło ok. 100 tysięcy osób.